# بيير دومسنيل
بيير دومسنيل (بالفرنسية: Pierre Dumesnil)‏ (مواليد 10 ديسمبر 1931) هو سبّاح فرنسي، مثّل بلاده في الألعاب الأولمبية الصيفية 1952.

## روابط خارجية
بيير دومسنيل على موقع الاتحاد الدولي للسباحة (الإنجليزية)
- بيير دومسنيل على موقع اللجنة الأولمبية الدولية (الإنجليزية)
- بيير دومسنيل على موقع أوليمبيديا (الإنجليزية)